# Noémia Costa
Noémia Maria dos Santos Costa (Lisboa, 7 de maio de 1964) é uma atriz e fadista portuguesa. É uma das atrizes portuguesas mais acarinhadas do país, com um vasto currículo. Entrou em novelas e séries de televisão, especialmente na RTP1 e SIC, integrou também o elenco da novela da Rede Globo, Travessia, no Brasil.
É a viuva do ator e cantor Licínio França, de quem teve uma filha, a atriz e cantora Joana França, nascida em 1986.

## Biografia
Estudou Administração e Comércio, mas quando acabou o curso, em 1980, decidiu participar num concurso de variedades, que venceu.
Em 1980,  participa no concurso  "À Procura de Novos Valores", no Coliseu de Lisboa, promovido pelo Siarte (Sindicato das Artes e Espectáculos). Ganhou assim a sua Carteira Profissional de cantora e atriz depois de várias tournées aos Estados Unidos e ao Canadá, integrada numa minirrevista. Grava ainda uma cassete de FADOS e volta de novo ao Canadá por três meses.
Em 1983, é convidada a integrar o elenco do musical Annie, onde viria a conhecer Licínio França, com quem acabaria por casar e ter uma filha, Joana.
A convite de Nicolau Breyner, integrou o elenco do programa Eu Show Nico, no papel de Lãzinha. Ainda em 1988, gravou para a série Os homens da Segurança, no papel da telefonista/repórter Irene Espiga. Fez também parte da série 7º Direito, da autoria de Henrique Santana. Seguem-se participações na telenovela Passerelle, como secretária do cantor/ator Tony de Matos. Participou também em  "O Leitinho do Néné", no Teatro Villaret, peça adaptada por Henrique Santana e dirigida por Francisco Nicholson.
Noémia e Licínio ganham o III Festival da Canção de Lisboa, transmitido em direto pela RTP1, com o tema Lisboa Nunca Esquece. Lançam os álbuns "Ternuras" (1989) e "Show A Dois" (1990). Em 1990, também fez parte do elenco fixo do programa O Cacilheiro do amor.
Em 1993, integrou o elenco da Revista "Quem Tem Ecus Tem Medo", em cena no Teatro Maria Vitória. Esteve em cartaz no Teatro Sá da Bandeira, no Porto, com a revista "Viv'o Fininho", que depois foi apresentada todo o país. 
Participou nas telenovelas Desencontros e Roseira Brava. Entrou depois na série Queridas e Maduras, da RTP1. Participa também na revista à portuguesa Ond'É Que Isto Vai Parar.
Tem várias participações televisivas: A Mulher do Sr. Ministro; Desculpem qualquer coisinha; Marina, marina; Nico D’Obra; Zéquinha e Lélé; Inspector Max, Saber Amar, Camilo, o Pendura, Cuidado com as Aparências, Capitão Roby, Jornalistas , Entre Marido e Mulher, Não Há Duas Sem Três, Pequenos e terríveis, Lições do menino Tonecas e Reformado e mal pago. 
Fez parte também como elenco fixo da telenovela A grande Aposta (1997) e das séries Ballet Rose (1998) e Esquadra de Polícia (1999). Em 1998, participa no filme Zona J, com realização de Leonel Vieira.
Em 2000, entra no telefilme Amo-te Teresa, com realização de Ricardo Espírito Santo. Fez parte do elenco de Mãe à Força e Conde D’Abranhos. Participa na série Alves dos Reis, de Francisco Moita Flores, onde veste o papel de Marinela. Participa também no programa "João Nicolau Breyner".
No Teatro Politeama, com encenação de Filipe La Féria, fez parte do musical Amália, como Berta Cardoso. No elenco principal da telenovela Filha do Mar, foi a doce Chica. Em 2002, passa pelo Parque Mayer, Teatro Maria Vitória, não só como empresária, assim como primeira figura durante duas revistas, Lisboa Regressa ao Parque e Vá p’ra fora…ou vai dentro!, vistas por mais de 155 000 espetadores. 
De 2004 a 2007 fez parte do Portugal no Coração, como atriz residente. A partir de 2007, passou para as manhãs da RTP1, no programa Praça da Alegria. No verão de 2008, participou no programa Verão Total. Integrou depois o elenco fixo de Bem-Vindos a Beirais, na RTP1, entre 2013 e 2015, depois de três anos afastada da televisão.Em 2017 regressa à televisão integrando o elenco da telenovela da tarde da RTP1, O Sábio.
Entre 2017 e 2019, residiu no Reino Unido, onde trabalhou na área dos cuidados de saúde. Regressou para fazer parte do elenco da telenovela da SIC, Terra Brava. Dede então tem sido aposta frequente na ficção da SIC.
Em 2020, integrou o elenco da sitcom da SIC Patrões Fora, protagonizada por João Baião. Com a morte de Maria João Abreu, em maio de 2021, Noémia é chamada para reforçar o elenco da novela A Serra, interpretando a irmã da personagem da atriz, de modo a dar continuidade à história da produção.
O seu primeiro trabalho internacional  foi no Brasil, em 2022, com o convite da Rede Globo para reforçar o elenco da novela Travessia, no papel de Inácia, uma mulher portuguesa que vai trabalhar como empregada doméstica para o Brasil.
Em 2023, foi uma das concorrentes da primeira temporada de Hell's Kitchen - Famosos, apresentado por Ljubomir Stanisic. No mesmo ano, reforça o elenco de Papel Principal e A Casa da Aurora (SIC). Na mesma estação, em 2025, dá vida a Lucília Sousa em A Herança.
Em 2024, regressou ao teatro, com uma peça idealizada por si, Amigas e Rivais, dividindo o protagonismo com a atriz Rosa do Canto. Esta peça é de sátira política e social.

## Televisão
| Ano         | Projeto                                  | Papel                          | Notas                                               | Canal      |
| ----------- | ---------------------------------------- | ------------------------------ | --------------------------------------------------- | ---------- |
| 1983        | Era Uma Vez 83                           | Trio das três                  |                                                     | RTP1       |
| 1987        | Eu Show Nico                             |                                | Participação Especial                               | RTP1       |
| 1988        | Passerelle                               | Secretária                     | Participação Especial                               | RTP1       |
| 1988        | Os Homens da Segurança                   | Irene Espiga                   | Elenco Principal                                    | RTP1       |
| 1988 - 1989 | Sétimo Direito                           | Celeste                        | Elenco Principal                                    | RTP1       |
| 1989        | Um Solar Alfacinha                       |                                | Participação Especial                               | RTP1       |
| 1990        | O Posto                                  | Maria Pia Perdigão             | Participação Especial                               | RTP1       |
| 1990        | O Cacilheiro do Amor                     |                                | Participação Especial                               | RTP1       |
| 1992        | Marina, Marina                           |                                | Participação Especial                               | RTP1       |
| 1993        | O Leitinho do Nené                       | Noémia                         | Teatro em Televisão                                 | RTP1       |
| 1994        | Nico d'Obra                              | Empregada                      | Participação Especial                               | RTP1       |
| 1994        | Desculpem Qualquer Coisinha              | Filomena                       | Participação Especial                               | RTP1       |
| 1995        | A Mulher do Senhor Ministro              | Rosa Maria                     | Participação Especial                               | RTP1       |
| 1995        | Queridas e Maduras                       | Mulher de Barroso              | Participação Especial                               | RTP1       |
| 1996        | Roseira Brava                            | Lojista                        | Participação Especial                               | RTP1       |
| 1996        | Reformado e Mal Pago                     |                                | Participação Especial                               | RTP1       |
| 1997        | Lelé e Zequinha                          |                                | Participação Especial                               | RTP1       |
| 1997        | Não Há Duas Sem Três                     | Mãe de Susana                  | Participação Especial                               | RTP1       |
| 1997 - 1998 | A Grande Aposta                          | Rosa                           | Elenco Principal                                    | RTP1       |
| 1998        | Reformado e Mal Pago                     | Júlia                          | Participação Especial                               | RTP1       |
| 1998        | As Lições do Tonecas                     | Flávia                         | Participação Especial                               | RTP1       |
| 1998        | Ballet Rose                              | Lourdes                        | Participação Especial                               | RTP1       |
| 1999        | Pequenos e Terríveis                     |                                | Participação Especial                               | RTP1       |
| 1999        | Esquadra de Polícia                      | Rita                           | Participação Especial                               | RTP1       |
| 2000 - 2001 | Alves dos Reis                           | Marinela                       | Elenco Principal                                    | RTP1       |
| 2000        | Conde de Abranhos                        | Amélia                         | Série                                               | RTP1       |
| 2000        | Cuidado com as Aparências                |                                | Participação Especial                               | RTP1       |
| 2000        | Jornalistas                              |                                | Participação Especial                               | SIC        |
| 2000        | Amo-te Teresa                            | Generosa                       | Elenco Principal                                    | SIC        |
| 2000        | Capitão Roby                             | Anica                          | Elenco Principal                                    | SIC        |
| 2000        | Todo o Tempo do Mundo                    | Fátima                         |                                                     | TVI        |
| 2001 - 2002 | Filha do Mar                             | Francisca Nogueira Antunes     | Elenco Principal                                    | TVI        |
| 2002        | Camilo, o Pendura                        | Inês                           | Participação Especial                               | RTP1       |
| 2003        | Portugal no Coração                      | Rábulas                        | Atriz Convidada (Programa de Televisão)             | RTP1       |
| 2003        | E o Tejo é Sempre Novo                   | Rábulas                        | Atriz Convidada (Programa de Televisão)             | RTP1       |
| 2003        | Lisboa regressa a Casa                   | Rábulas                        | Elenco Principal                                    | RTP1       |
| 2003        | Praça da Alegria                         | Elisa                          | Atriz Convidada (Programa de televisão)             | RTP1       |
| 2005        | Camilo em Sarilhos                       |                                | Elenco Adicional                                    | SIC        |
| 2013        | Dancin' Days                             | Ivone Meretel                  | Elenco Adicional                                    | SIC        |
| 2013 - 2016 | Bem-Vindos a Beirais                     | Alzira da Silva Pedroso        | Elenco Principal                                    | RTP1       |
| 2017 - 2018 | O Sábio                                  | Cremilde Alves                 | Elenco Principal                                    | RTP1       |
| 2019 - 2021 | Terra Brava                              | Maria Prazeres dos Anjos Pinto | Elenco Principal                                    | SIC        |
| 2020        | Olhó Baião!                              | Maria Prazeres dos Anjos Pinto | Participações Especiais                             | SIC        |
| 2021        | A Máscara                                | Árvore                         | Talent-Show, Concorrente (Ep.1 ao 5), 2.ª temporada | SIC        |
| 2020 - 2022 | Patrões Fora                             | Benvinda dos Anjos             | Elenco Principal                                    | SIC        |
| 2021 - 2022 | A Serra                                  | Maria José «Zézinha» Grilo     | Participação Especial                               | SIC        |
| 2021        | Estamos em Casa                          | Ela Própria                    | Apresentadora                                       | SIC        |
| 2021 / 2022 | Pôr do Sol                               | Maria da Piedade               | Elenco Principal                                    | RTP1       |
| 2022 - 2023 | Travessia                                | Inácia                         | Elenco Principal                                    | Rede Globo |
| 2022        | Lua de Mel                               | Maria Prazeres dos Anjos Pinto | Elenco Principal                                    | SIC        |
| 2023 - 2024 | Papel Principal                          | Matilde Silvestre              | Elenco Principal                                    | SIC        |
| 2023        | A Casa da Aurora                         | Arlete Silva                   | Elenco Principal                                    | SIC        |
| 2023        | Hell's Kitchen - Famosos (1.ª temporada) | Ela Própria                    | Concorrente                                         | SIC        |
| 2025        | A Herança                                | Lucília Sousa                  | Elenco Principal                                    | SIC        |

## Cinema/Teatro
- Zona J, de Leonel Vieira, 1998
- Amo-te Teresa, de Ricardo Espírito Santo e Cristina Boavida, 2000
- A Mãe é que Sabe, de Nuno Rocha, 2016
- Amigas e Rivais, Ideia original da própria, 2024/2025

## Música
- Eu Só Liguei Para Dizer Que Te Amo/O Meu Control (Single, Vira, 1984) - Duo Big-Ben (com Licinio)
- LP "Ternuras", com Licínio França (1989). Produzido por Nicolau Breyner
- LP "Show A Dois" , com Licínio França ‎Disconorte, 1990)